# Beautiful Mess (Kristian Kostov)
Beautiful Mess è un singolo del cantante bulgaro-russo Kristian Kostov, pubblicato nel 2017. Il brano si è classificato al secondo posto durante la finale dell'Eurovision Song Contest 2017 tenutosi a Kiev (Ucraina).

## Descrizione
La canzone è stata scritta da Borislav Milanov, Sebastian Arman, Joacim Bo Persson, Alex Omar e Alexander V. Blay.
Il 13 marzo 2017 è stato annunciato che l'artista parteciperà all'Eurovision Song Contest 2017 in programma per il mese di maggio a Kiev (Ucraina). Nella stessa occasione è stato anche annunciato e presentato il brano Beautiful Mess.
L'11 maggio 2017 Beautiful Mess si classifica per la finale dell'Eurovision Song Contest arrivando al primo posto durante la seconda semifinale, sia per il punteggio del Televoto (204 punti), sia per quello assegnato dalla Giuria (199 punti).
Il 13 maggio 2017 Beautiful Mess raggiunge il secondo posto alla finale dell'ESC 2017, con un totale di 615 punti.

## Tracce
Download digitale
1. Beautiful Mess – 3:00

## Classifiche
| Classifica (2017) | Posizione massima |
| ----------------- | ----------------- |
| Austria           | 60                |
| Bulgaria          | 2                 |
| Paesi Bassi       | 91                |
| Svezia            | 51                |
| Svizzera          | 85                |